# Frederik Beijerinck (1766-1838)
Frederik Beijerinck (Nijmegen, 20 juli 1766 - Arnhem, 25 augustus 1838) was een Nederlands landmeter en waterbouwkundige. Hij was de zoon van de landmeter en waterbouwkundige Martinus Beijerinck, die hem ook in het vak opgeleid heeft. Hij heeft zijn hele werkzame leven zich met de grote rivieren beziggehouden. 

## Biografie
Hij was getrouwd met Elisabeth Reynen in 1800. Na haar overlijden in 1805 is hij in 1808 met  Jacomina Crijnen getrouwd.

### Carrière
In het begin van de 19e eeuw werkte hij aan de bovenrivieren, maar had een specifieke aanstelling. Volgens Jan Blanken in een brief van 1816 kwam dit doordat hij zo goed bekend was met de rivieren, dat het onder het bestuur van koning Lodewijk Napoleon niet nodig was hiervoor een vacature open te stellen. Toen de Nederlandse Waterstaat in 1811 opgenomen werd in het Franse Ponts et Chausées werd hij per keizerlijk decreet op 2 februari ingenieur en vanaf 12 maart ingenieur 1e klasse. Bij de reorganisatie van 1816 werd hij hoofdingenieur 2e klasse en daarmee gepasseerd door de 18 jaar jongere Van Ommeren, die inspecteur werd van de Dienst in Arnhem. Dit werd toch als onrechtvaardig gezien, en daarom werd hij op 1 oktober 1817 bevorderd tot hoofdingenieur 1e klasse. Op 1 april 1834 ging hij met pensioen.    

### Publicaties
Hij heeft geen boeken geschreven. Wel heeft hij op verzoek van Isaäc Paul Delprat in Frédéric Bauds Proeve van een waterbouwkundige cursus het hoofdstuk over rijswerken op bovenrivieren geschreven. Na het overlijden van Baud in 1832 heeft Delprat dit boek verder verzorgd, het is overigens pas na het overlijden van Beijerinck verschenen. Verder is er in het archief van het KIvI een uitvoerig, met tekeningen toegelicht rapport over de waterstaat van gedeelten van de departementen Dommel, Delf en Schelde en Maas, dat hij samen met C. Wisboom en Barend Goudriaan geschreven heeft (rond 1800). Zijn afvoermetingen in de Rijntakken  zijn niet door hemzelf, maar door zijn neef Martinus Gijsbertus gepubliceerd.    
- Biografisch Portaal: 39715668
- Digitale Bibliotheek voor de Nederlandse Letteren: beij014
- Virtual International Authority File: 280443912